# Даулет (Мунайлинський район)
Дауле́т (каз. Дәулет) — село у складі Мунайлинського району Мангистауської області Казахстану. Адміністративний центр та єдиний населений пункт Даулетського сільського округу.
Село було утворено 2007 року на базі житлових масивів Даулет та Жана-Даулет Кизилтобинського сільського округу.
Населення — 10135 осіб (2021; 4800 у 2009).